# Charles Veulliot
Charles Veulliot est un fonctionnaire des contributions directes et un botaniste et mycologue français, né le 20 mai 1829 à Chaumes (Côte-d'Or) et mort le 28 octobre 1890 à Lyon (Rhône). Membre en 1874, puis vice-président en 1879 et 1884, président en 1880 de la Société botanique de Lyon. Il est nommé membre fondateur à vie en 1884 et Président de Société mycologique de France en 1889.

## Biographie
En 1868, alors qu'il est contrôleur principal des contributions directes à Annecy, Haute-Savoie, il débute un herbier de phanérogames, 1868-1876.
Il commente lui-même ainsi ses débuts en botanique :
« J'ai commencé l'étude de la botanique en 1868, dans l'Ain, à Pont-de-Vaux, où j'ai recueilli quelques Phanérogames, commencement d'un herbier qui renferme 454 espèces et auquel j'ajoute rarement, l'ayant abandonné en 1876. En même temps, je dessinais une vingtaine de Champignons dont j'ignorais les noms, mais qu'il m'a été possible de déterminer plus tard, à  Lyon, lorsque j'ai pu me procurer quelques ouvrages sérieux. Envoyé à la fin de 1868, comme contrôleur principal des contributions directes, à Annecy (Haute-Savoie), j'ai récolté la plupart des Phanérogames qui composent mon herbier, dans les arrondissements d'Annecy, de Bonneville et de Thonon. 

## Œuvre mycologique
« Quant aux Champignons, je ne pouvais faire aucun progrès dans l'étude de  ces plantes, faute d'ouvrages et de loisirs, et je me bornais à cueillir quelques espèces comestibles... En 1873, j'obtins un changement de résidence pour Lyon, où je suis arrivé connaissant six à huit espèces de Champignons pour tout bagage. »
Ses recherches par la suite ont eu principalement pour objet les champignons  qui n'étaient étudiés, à Lyon, que par Therry avec lequel il en 1873, à Lyon, il commence un herbier de champignons.
« c'est alors, dit-il, que j'ai commencé un herbier de ces cryptogames, dessinant au trait noir les espèces que je récoltais ; j'ai reconnu bientôt qu'un dessin colorié était de beaucoup préférable à une simple esquisse et depuis lors, j'emploie constamment l'aquarelle, me contentant du dessin au trait pour certains détails où le coloris est inutile. » 
Il fit des découvertes d'un certain intérêt et de nombreuses communications dans la  Revue mycologique de Roumeguère, et dans les Annales de la Société botanique de Lyon, avec cinquante-huit communications parues de 1876 à 1889 ; des comptes rendus d'herborisations, des communications originales sur des espèces peu connues ou critiques scrupuleusement décrites, aboutissant à la reconnaissance de plusieurs formes ou espèces nouvelles, telles que : Clitocybe alpina, Telephora marginata, Polyporus albo aurantius, Polyporus vermiculus, Lycoperdon trygosporum, Collybia pulla var. vaporaria.
Nectria veulliotiana a été dédiée par MM. Sacardo et Roumeguère.